# Ludwig Weßel
Ludwig Johann Friedrich Weßel, auch Louis (* 16. September 1808 in Lage; † 30. August 1871 in Schötmar) war ein deutscher Jurist und Politiker.

## Leben
Als Sohn eines Advokaten, Anwalts und späteren Schötmarer Amtmannes, sowie als Bruder von August Weßel geboren, studierte Ludwig Weßel Rechtswissenschaften in Jena. Währens seines Studiums wurde er 1827 Mitglied der Jenaischen Burschenschaft. Nach seinem Studium war er als Auditor in Oerlinghausen tätig, bevor er 1833 zur Entlastung seines Vaters nach Schötmar ging, um als Hebungs- und Oekonomiebeamter zu arbeiten. Nach dem Tod seines Vaters 1839 übernahm er dessen Stelle als Amtsrendant in der dortigen Amtsverwaltung. 1842 richtete er eine Sparkasse für Schötmar und die Umgegend ein, deren Vorsteher, Rechnungsführer und Rendant er wurde. Er war Gründer eines Bezirksvereins des lippischen landwirtschaftlichen Hauptvereins und 1848 Mitgründer des Schötmarer Volksvereins.
1851 wurde er im 13. Wahlkreis (Amt Schötmar) Abgeordneter des Lippischen Landtags.
Er war der Onkel von August Wessel.